# 3. ŽNL Osječko-baranjska NS Valpovo 2014./15.
Prvenstvo se igralo trokružno. Ligu je osvojila NK Mladost Harkanovci i time se kvalificirala u 2. ŽNL Osječko-baranjsku NS Valpovo – Donji Miholjac.

## Tablica
| Mj. | Klub                         | Sus. | Pobj. | Ner. | Por. | GR.    | Bod.       |
| --- | ---------------------------- | ---- | ----- | ---- | ---- | ------ | ---------- |
| 1.  | NK Mladost Harkanovci        | 27   | 22    | 4    | 1    | 83:25  | 70         |
| 2.  | NK Podravac Bistrinci        | 27   | 22    | 2    | 3    | 124:28 | 68         |
| 3.  | NK Zrinski Vinogradci        | 27   | 12    | 3    | 12   | 62:59  | 39         |
| 4.  | NK Jadran Habjanovci         | 27   | 12    | 3    | 12   | 57:83  | 39         |
| 5.  | NK Tomislav Šag              | 27   | 10    | 3    | 14   | 48:75  | 33         |
| 6.  | NK Kitišanci                 | 27   | 9     | 5    | 13   | 48:48  | 32         |
| 7.  | NK Mladost Tiborjanci        | 27   | 9     | 4    | 14   | 72:77  | 31         |
| 8.  | NK Hrvatski Sokol Bocanjevci | 27   | 8     | 5    | 14   | 58:78  | 29         |
| 9.  | NK Sloga Samatovci           | 27   | 9     | 2    | 16   | 48:60  | 28 (-1) ↓1 |
| 10. | NK Hajduk Novaki Bizovački   | 27   | 3     | 7    | 17   | 28:95  | 16         |

## Rezultati
| NK Zrinski Vinogradci - NK Hrvatski Sokol Bocanjevci 4:1 NK Mladost Tiborjanci - NK Mladost Harkanovci 7:1 NK Tomislav Šag - NK Kitišanci 3:0 NK Jadran Habjanovci - NK Podravac Bistrinci 1:6 NK Sloga Samatovci - NK Hajduk Novaki Bizovački 1:0 | NK Sloga Samatovci - NK Jadran Habjanovci 2:3 NK Podravac Bistrinci - NK Tomislav Šag 4:0 NK Kitišanci - NK Mladost Tiborjanci 0:2 NK Mladost Harkanovci - NK Zrinski Vinogradci 4:2 NK Hajduk Novaki Bizovački - NK Hrvatski Sokol Bocanjevci 2:3 | NK Tomislav Šag - NK Sloga Samatovci 2:2 NK Mladost Tiborjanci - NK Podravac Bistrinci 3:4 NK Zrinski Vinogradci - NK Kitišanci 4:2 NK Hrvatski Sokol Bocanjevci - NK Mladost Harkanovci 2:3 NK Jadran Habjanovci - NK Hajduk Novaki Bizovački 3:1 |
| NK Sloga Samatovci - NK Mladost Tiborjanci 1:2 NK Jadran Habjanovci - NK Tomislav Šag 3:2 NK Podravac Bistrinci - NK Zrinski Vinogradci 2:3 NK Kitišanci - NK Hrvatski Sokol Bocanjevci 3:2 NK Hajduk Novaki Bizovački - NK Mladost Harkanovci 1:1 | NK Zrinski Vinogradci - NK Sloga Samatovci 3:1 NK Mladost Tiborjanci - NK Jadran Habjanovci 8:1 NK Hrvatski Sokol Bocanjevci - NK Podravac Bistrinci 0:1 NK Mladost Harkanovci - NK Kitišanci 3:2 NK Tomislav Šag - NK Hajduk Novaki Bizovački 7:1 | NK Sloga Samatovci - NK Hrvatski Sokol Bocanjevci 3:5 NK Jadran Habjanovci - NK Zrinski Vinogradci 3:1 NK Tomislav Šag - NK Mladost Tiborjanci 2:2 NK Podravac Bistrinci - NK Mladost Harkanovci 0:1 NK Hajduk Novaki Bizovački - NK Kitišanci 1:1 |
| NK Mladost Harkanovci - NK Sloga Samatovci 7:0 NK Hrvatski Sokol Bocanjevci - NK Jadran Habjanovci 3:0 NK Zrinski Vinogradci - NK Tomislav Šag 1:3 NK Kitišanci - NK Podravac Bistrinci 0:4 NK Mladost Tiborjanci - NK Hajduk Novaki Bizovački 9:0 | NK Sloga Samatovci - NK Kitišanci 2:1 NK Jadran Habjanovci - NK Mladost Harkanovci 1:7 NK Tomislav Šag - NK Hrvatski Sokol Bocanjevci 2:1 NK Mladost Tiborjanci - NK Zrinski Vinogradci 5:1 NK Hajduk Novaki Bizovački - NK Podravac Bistrinci 1:1 | NK Podravac Bistrinci - NK Sloga Samatovci 4:0 NK Kitišanci - NK Jadran Habjanovci 6:1 NK Mladost Harkanovci - NK Tomislav Šag 3:0 NK Hrvatski Sokol Bocanjevci - NK Mladost Tiborjanci 5:5 NK Zrinski Vinogradci - NK Hajduk Novaki Bizovački 0:1 |
| NK Hrvatski Sokol Bocanjevci - NK Zrinski Vinogradci 6:0 NK Mladost Harkanovci - NK Mladost Tiborjanci 2:0 NK Kitišanci - NK Tomislav Šag 3:0 NK Podravac Bistrinci - NK Jadran Habjanovci 4:2 NK Hajduk Novaki Bizovački - NK Sloga Samatovci 2:1 | NK Jadran Habjanovci - NK Sloga Samatovci 3:0 NK Tomislav Šag - NK Podravac Bistrinci 0:8 NK Mladost Tiborjanci - NK Kitišanci 0:1 NK Zrinski Vinogradci - NK Mladost Harkanovci 0:2 NK Hrvatski Sokol Bocanjevci - NK Hajduk Novaki Bizovački 1:1 | NK Sloga Samatovci - NK Tomislav Šag 1:2 NK Podravac Bistrinci - NK Mladost Tiborjanci 3:2 NK Kitišanci - NK Zrinski Vinogradci 1:5 NK Mladost Harkanovci - NK Hrvatski Sokol Bocanjevci 3:0 NK Hajduk Novaki Bizovački - NK Jadran Habjanovci 1:1 |
| NK Mladost Tiborjanci - NK Sloga Samatovci 3:0 NK Tomislav Šag - NK Jadran Habjanovci 4:1 NK Zrinski Vinogradci - NK Podravac Bistrinci 0:2 NK Hrvatski Sokol Bocanjevci - NK Kitišanci 2:2 NK Mladost Harkanovci - NK Hajduk Novaki Bizovački 5:1 | NK Sloga Samatovci - NK Zrinski Vinogradci 1:0 NK Jadran Habjanovci - NK Mladost Tiborjanci 3:2 NK Podravac Bistrinci - NK Hrvatski Sokol Bocanjevci 6:0 NK Kitišanci - NK Mladost Harkanovci 0:3 NK Hajduk Novaki Bizovački - NK Tomislav Šag 0:4 | NK Hrvatski Sokol Bocanjevci - NK Sloga Samatovci 0:3 NK Zrinski Vinogradci - NK Jadran Habjanovci 5:1 NK Mladost Tiborjanci - NK Tomislav Šag 2:3 NK Mladost Harkanovci - NK Podravac Bistrinci 2:1 NK Kitišanci - NK Hajduk Novaki Bizovački 7:1 |
| NK Sloga Samatovci - NK Mladost Harkanovci 0:1 NK Jadran Habjanovci - NK Hrvatski Sokol Bocanjevci 3:1 NK Tomislav Šag - NK Zrinski Vinogradci 2:3 NK Podravac Bistrinci - NK Kitišanci 1:0 NK Hajduk Novaki Bizovački - NK Mladost Tiborjanci 4:4 | NK Kitišanci - NK Sloga Samatovci 2:0 NK Mladost Harkanovci - NK Jadran Habjanovci 1:1 NK Hrvatski Sokol Bocanjevci - NK Tomislav Šag 0:2 NK Zrinski Vinogradci - NK Mladost Tiborjanci 3:3 NK Podravac Bistrinci - NK Hajduk Novaki Bizovački 8:0 | NK Sloga Samatovci - NK Podravac Bistrinci 2:5 NK Jadran Habjanovci - NK Kitišanci 2:0 NK Tomislav Šag - NK Mladost Harkanovci 1:3 NK Mladost Tiborjanci - NK Hrvatski Sokol Bocanjevci 1:2 NK Hajduk Novaki Bizovački - NK Zrinski Vinogradci 4:1 |
| 19. kolo | 20. kolo | 21. kolo |
| 22. kolo | 23. kolo | 24. kolo |
| 25. kolo | 26. kolo | 27. kolo |